# Cayetano de Borbón-Dos Sicilias (1917-1984)
Cayetano de Borbón-Dos Sicilias (Cannes, 17 de abril de 1917-Harare, 27 de diciembre de 1984) fue un príncipe italiano naturalizado británico.

## Biografía
Fue el único hijo del príncipe Felipe de Borbón-Dos Sicilias y de la princesa María Luisa de Orleans. Su padre era hijo del conde de Caserta, pretendiente al trono de las Dos Sicilias, y su madre era la hija mayor del duque de Vendôme. La pareja se divorció cuando Cayetano tenía ocho años, en 1925, y ambos volvieron a casarse. 
Cayetano estudió primero en Francia y luego en el Trinity College de Cambridge, donde obtuvo un B.A. en 1938. Al año siguiente, renunció a sus títulos y a sus derechos al trono de las Dos Sicilias, cambió legalmente su nombre a Cayetano de Borbón (2 de febrero) y adoptó la nacionalidad británica (24 de febrero). Ante el inminente estallido de la Segunda Guerra Mundial, ingresó a la Royal Navy como ingeniero aeronáutico (16 de abril) y combatió después en Extremo Oriente.

## Matrimonio y descendencia
El 16 de febrero de 1946, se casó civilmente en Paddington, Londres, con Olivia Yarrow (Dumfries, 1917-Harare, 1987), hija de un comandante de la Royal Navy. La pareja tuvo dos hijos:
1. Adriano Felipe de Borbón (Warrington, 1948), casado en 1976 en Rodesia con Linda Rose Idensohn; con descendencia.
2. Gregorio Pedro de Borbón (Warrington, 1950), casado en 1972 en Rodesia con Maureen Marjorie Powell, de quien se divorció en 1986. Casado en segundas nupcias ese año en Brisbane con Carrie Ana Thornley; con descendencia de ambos matrimonios.

Establecido con su familia en Rodesia del Sur (actual Zimbabue), falleció en 1984 en Harare. Su esposa le sobrevivió casi tres años. Ambos descansan en el cementerio de dicha ciudad.

## Títulos
- 17 de abril de 1917-2 de febrero de 1939: Su Alteza Real el príncipe Cayetano de Borbón-Dos Sicilias.
- 2 de febrero de 1939-27 de febrero de 1984: Señor Cayetano de Borbón.